# Apertura Napoleón
|       |       |       |       |       |       |       |       |       |  |
|       | a8 rd | b8 nd | c8 bd | d8 qd | e8 kd | f8 bd | g8 nd | h8 rd |  |
| a7 pd | b7 pd | c7 pd | d7 pd | e7    | f7 pd | g7 pd | h7 pd |       |  |
| a6    | b6    | c6    | d6    | e6    | f6    | g6    | h6    |       |  |
| a5    | b5    | c5    | d5    | e5 pd | f5    | g5    | h5    |       |  |
| a4    | b4    | c4    | d4    | e4 pl | f4    | g4    | h4    |       |  |
| a3    | b3    | c3    | d3    | e3    | f3 ql | g3    | h3    |       |  |
| a2 pl | b2 pl | c2 pl | d2 pl | e2    | f2 pl | g2 pl | h2 pl |       |  |
| a1 rl | b1 nl | c1 bl | d1    | e1 kl | f1 bl | g1 nl | h1 rl |       |  |
|       |       |       |       |       |       |       |       |       |  |

La apertura Napoleón es una apertura irregular, que comienza con 1.e4 e5 2.Df3. Es una apertura débil, puesto que desarrolla la dama demasiado pronto, y la expone al ataque. También despoja al caballo de rey de su mejor casilla.
Así como en el Ataque Parham (2.Dh5), las blancas tratan de llevar adelante el mate del pastor (por ejemplo: 2.Df3 Cc6 3.Ac4 Ac5?? 4.Dxf7#.) En ambos casos, las negras pueden evitar la trampa con facilidad. Sin embargo, la apertura Napoleón es inferior, puesto que ejerce una presión mucho menor. 
Esta apertura se llama así en honor al general y emperador francés Napoleón Bonaparte, quien era un hábil aficionado del ajedrez. Napoleón usó esta apertura en un juego que perdió en contra del supuesto robot jugador de ajedrez, llamado El Turco.